# Coryne uchidai
Coryne uchidai är en nässeldjursart som beskrevs av Eberhard Stechow 1931. Coryne uchidai ingår i släktet Coryne och familjen Corynidae. Inga underarter finns listade i Catalogue of Life.